# Calw
Calw är en stad i Schwarzwald i Nagolds djupa floddal, i Landkreis Calw i regionen Nordschwarzwald i Regierungsbezirk Karlsruhe i förbundslandet Baden-Württemberg i Tyskland. Folkmängden uppgår till cirka 24 000 invånare, på en yta av 60 kvadratkilometer. I närheten ligger kurorten Bad Wildbad och Hirsau kloster.
Hermann Hesse, nobelpristagare i litteratur, föddes i här 1877. Han präglades starkt av barndomsåren i staden, vilken finns rikt beskriven i Trollkarlens barndom och i Hemligheter. 
”Trångt inbäddad nere i djupet låg vår gamla stad med sina brutna tak över vilken den blå middagsröken från alla spisar sakta steg rakt upp i luften. Där stod min fars hus och den gamla bron och där vår verkstad, i vilken jag såg en svag glimt av elden på härden. Längre nerför floden såg jag spinneriet på vars flata tak det växte gräs …Välbekant i sin förtrolighet blickade min födelsestad upp mot mig med alla trädgårdar, lekplatser och undangömda vrår.
Calw satte djupa spår i Hesses författarskap. Den förekommer även i såväl Peter Camenzind som i Under hjulet. Till och med i Glaspärlespelet - för vilken han närmast fick Nobelpriset - har detaljer kunnat återfinnas. Ordens sk ”specialat” är identisk med det evangeliska ”dekanatet” - en byggnad vid Altburger Strasse. Flera av hessehusen har pietetsfullt bevarats. I stadsarkivet finns rum med permanenta utställningar och minnen över stadens store son. 